# Tê giác

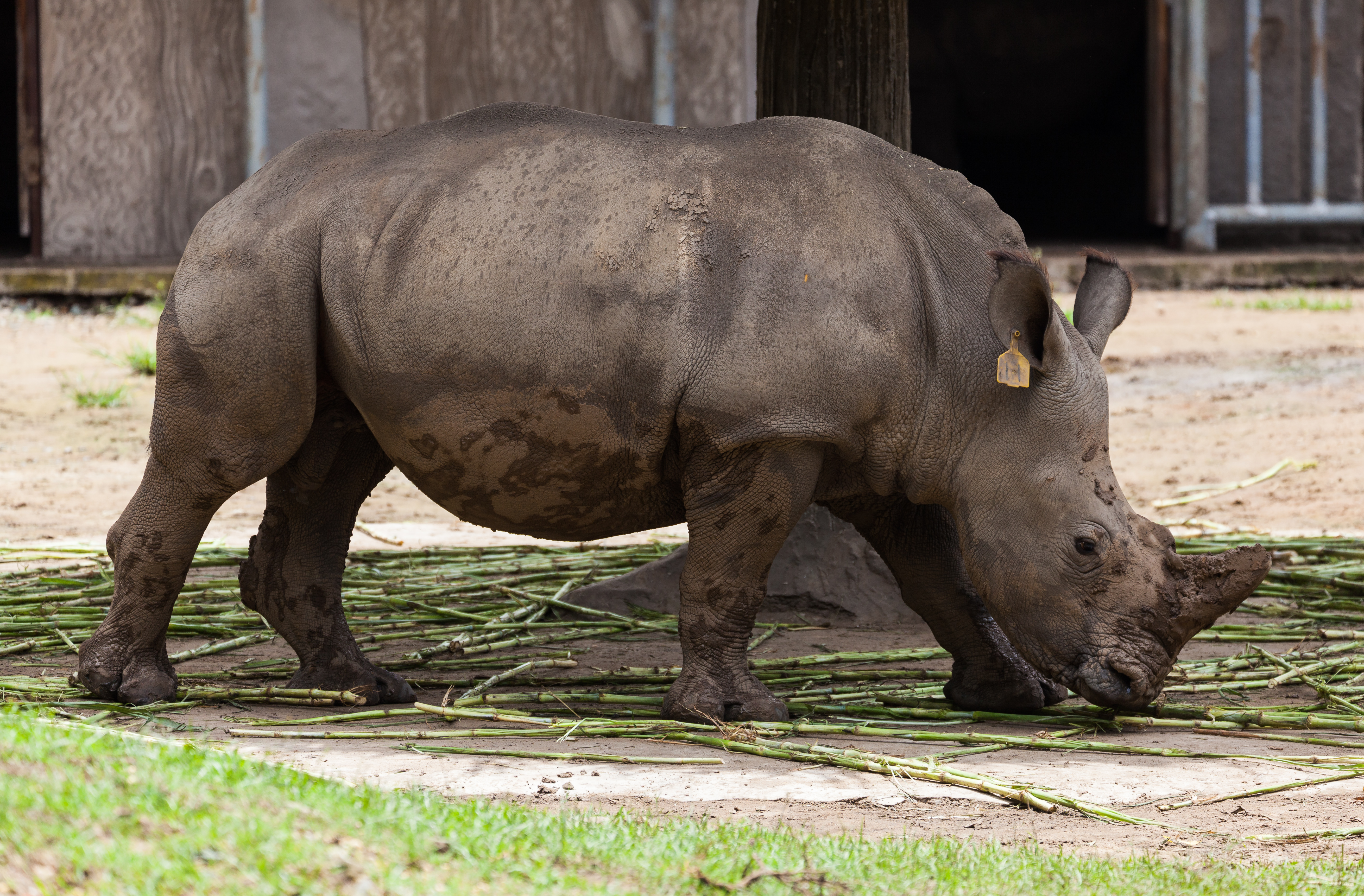
Một con tê giác tại Thảo Cầm Viên thành phố Hồ Chí Minh

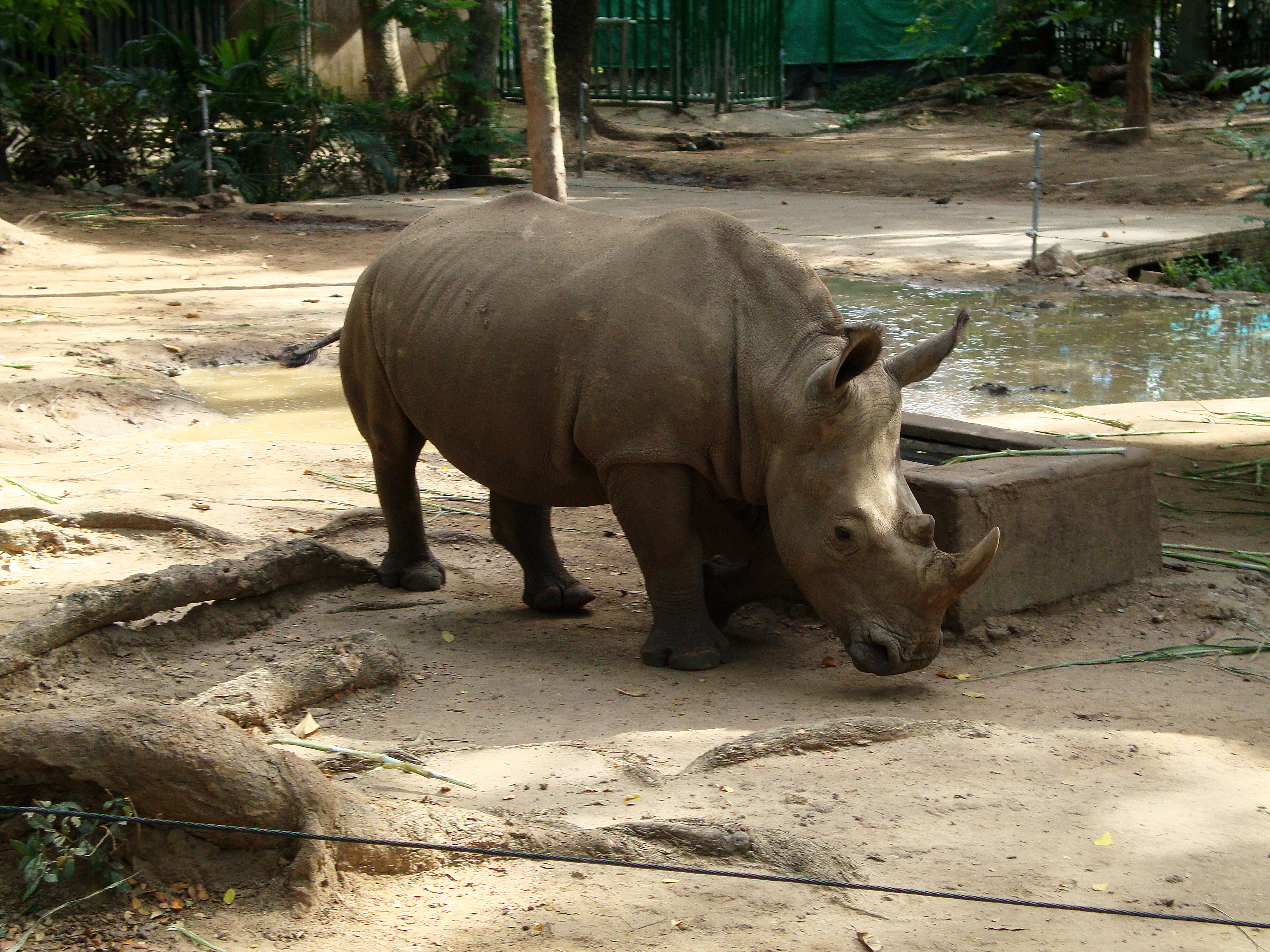
Một con tê giác tại Thảo Cầm Viên thành phố Hồ Chí Minh

Tê giác hay con tê là những loài động vật có vú guốc lẻ trong họ Rhinocerotidae. Trong năm loài còn sinh tồn, hai loài sinh sống ở Châu Phi, và ba loài sinh sống ở Nam Á. Thuật ngữ "tê giác" thường được áp dụng rộng rãi hơn cho các loài hiện nay đã tuyệt chủng trong liên họ Rhocerotoidea.
Các thành viên của Họ Tê giác là một trong những động vật trên cạn lớn nhất, với tất cả các loài có thể đạt đến hoặc hơn trọng lượng một tấn. Chúng ăn thực vật, có bộ não nhỏ (400 đến 600 g), có một hoặc hai sừng và lớp da bảo vệ dày (1,5 đến 5 cm) được hình thành từ các lớp collagen nằm trong cấu trúc mạng tinh thể. Chúng thường ăn cỏ và lá cây, mặc dù khả năng lên men thức ăn trong ruột già của chúng cho phép chúng ăn các loại thực vật có sợi hơn khi cần thiết. Không giống như các động vật móng guốc lẻ khác, hai loài tê giác ở châu Phi thiếu răng ở phía trước miệng, thay vào đó dựa vào môi của chúng để nhổ thức ăn.
Tê giác bị giết bởi một số người để lấy sừng của chúng, được mua và bán trên thị trường chợ đen, và được một số nền văn hóa sử dụng làm đồ trang trí hoặc cho y học cổ truyền. Đông Á, cụ thể là Việt Nam, là thị trường lớn nhất trong việc buôn bán sừng tê giác. Theo trọng lượng, sừng tê giác có giá trị như vàng trên thị trường chợ đen. Người ta mài sừng và tiêu thụ chúng, tin rằng bụi của chúng có đặc tính trị liệu. Sừng tê giác được tạo nên từ keratin, loại protein cùng tạo nên tóc và móng tay. Cả hai loài tê giác châu Phi và tê giác Sumatra đều có hai sừng, trong khi tê giác Ấn Độ và tê giác Java chỉ có một sừng. Sách đỏ IUCN đánh giá tê giác đen, Javan và Sumatra là các loài cực kỳ nguy cấp.

## Tên gọi
Trước năm 1954, trong phương ngữ tiếng Việt miền Bắc con tê giác được gọi là tê ngưu (chữ Hán: 犀牛) hoặc con tê, cái sừng của con tê ngưu gọi là "tê giác" (犀角), trong đó "giác" (角) là từ Hán Việt, nó có nghĩa là cái sừng. Phương ngữ tiếng Việt miền Nam khi đó gọi con tê giác là tây ngưu (biến thể ngữ âm của "tê giác) hoặc con tây, sừng của con tây ngưu được gọi là "tây giác". Về sau nhiều người không biết "tê giác" chỉ là cái sừng của con tê ngưu, lại tưởng tê giác là tên gọi của con vật có cái sừng đó nên đã gọi con tê ngưu là "tê giác".
Trong tiếng Anh, tê giác được gọi là Rhinoceros hay Rhino - /raɪˈnɒsərəs/, xuất phát từ tiếng Hy Lạp rhinokerōs, nghĩa là 'mũi sừng' (từ rhis nghĩa là 'mũi', và keras nghĩa là 'sừng')

## Họ

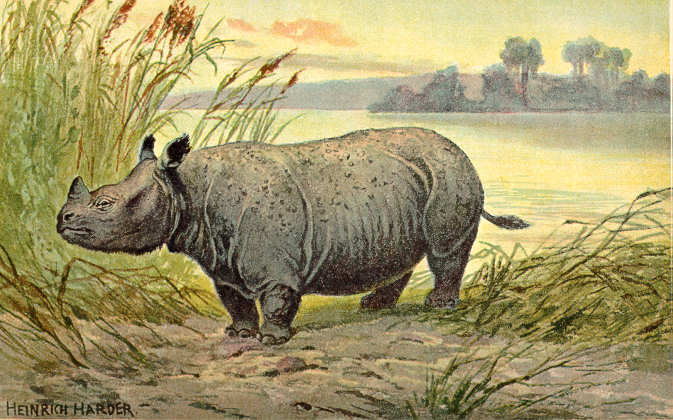
Teleoceras trong thế Miocen

Một số loài tê giác chỉ mới tuyệt chủng trong thời gian địa chất gần đây, nổi tiếng nhất là các loài trong Chi Thú Xương mỏng và tê giác lông mượt ở đại lục Á-Âu: nguyên nhân của sự tuyệt chủng này là do biến đổi khí hậu hay việc săn bắn của con người vẫn đang là vấn đề gây tranh cãi. Các chứng cứ hiện tại cho thấy chúng có lẽ đã sống sót qua nhiều thay đổi khí hậu cho đến khi người hiện đại xuất hiện.
Các động vật tương tự tê giác đã lần đầu tiên xuất hiện trong thế Eocen (34-56 triệu năm trước) như là các động vật có hình dáng ngoài thon thả, và vào thời kỳ cuối thế Miocen (5,3-23 triệu năm trước) đã tồn tại nhiều loài khác nhau. Phần lớn các loài này có bề ngoài đồ sộ. Một loài là Indricotherium đã cân nặng khoảng 30 tấn và (trong số các động vật đã biết) là một trong số các động vật lớn nhất trong số động vật có vú đã từng sống trên Trái Đất. Tê giác bị tuyệt chủng trong thời kỳ thế Pliocen (1,8-5,3 triệu năm trước) ở Bắc Mỹ, và trong thời kỳ thế Pleistocen (10.000 đến 1,8 triệu năm trước) ở Bắc Á và châu Âu.
Năm loài còn sống sót hiện nay thuộc về ba tông. Có ba loại ở châu Á là loài tê giác Sumatra đang ở tình trạng cực kỳ nguy cấp là đại diện duy nhất còn sống sót trong nhóm nguyên thủy nhất- Dicerorhinini- đã xuất hiện trong thế Miocen (khoảng 20 triệu năm trước). Loài tê giác lông tơ đã tuyệt chủng ở miền bắc châu Âu và châu Á cũng là thành viên của tông này. Còn hai loài thuộc tông Rhinocerotini vẫn đang sống sót là tê giác Ấn Độ (nguy cấp) và tê giác Java (cực kỳ nguy cấp), đã phân nhánh từ một gốc khác khoảng 10 triệu năm trước. Hai loài ở châu Phi là tê giác trắng và tê giác đen, đã phân nhánh trong thời kỳ đầu thế Pliocen (khoảng 5 triệu năm trước) nhưng chúng vẫn thuộc về nhóm Dicerotini ở giữa thế Miocen (khoảng 14 triệu năm trước). Khác biệt chính giữa tê giác trắng và tê giác đen là hình dạng môi/miệng của chúng. Tê giác trắng có các môi rộng và phẳng để gặm cỏ còn tê giác đen có các môi dài đầu nhọn để ăn lá cây. Tên gọi tê giác trắng trên thực tế là một sai lầm phổ biến xuất phát từ từ đồng âm trong tiếng Anh chỉ cái môi rộng của chúng.
Con lai của các phân loài tê giác trắng (Ceratotherium simum simum x Ceratotherium simum cottoni) đã sinh nở tại vườn thú Dvur Kralove (vườn bách thú Dvur Kralove nad Labem) tại Tiệp Khắc năm 1977.

### Phân loại
- Họ Rhinocerotidae[5]
  - Phân họ Rhinocerotinae
    - Tông Aceratheriini
      - †Aceratherium
      - †Acerorhinus
      - †Alicornops
      - †Aphelops
      - †Chilotheridium
      - †Chilotherium
      - †Dromoceratherium
      - †Floridaceras
      - †Hoploaceratherium
      - †Mesaceratherium
      - †Peraceras
      - †Plesiaceratherium
      - †Proaceratherium
      - †Sinorhinus
      - †Subchilotherium

    - Tông Teleoceratini
      - †Aprotodon
      - †Brachydiceratherium
      - †Brachypodella
      - †Brachypotherium
      - †Diaceratherium
      - †Prosantorhinus
      - †Shennongtherium
      - †Teleoceras

    - Tông Rhinocerotini
      - †Gaindatherium

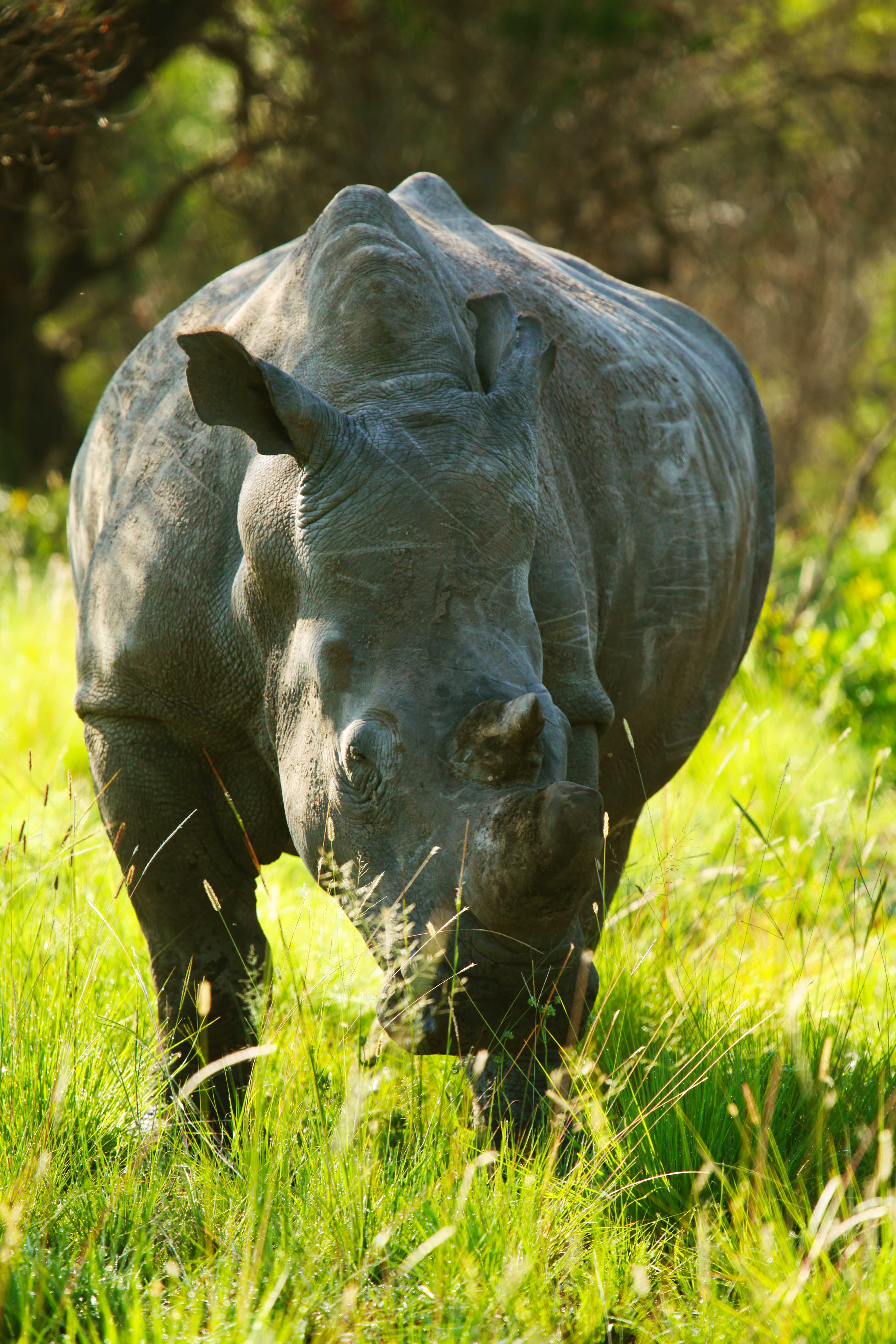
Tê giác trắng ở Nam Phi

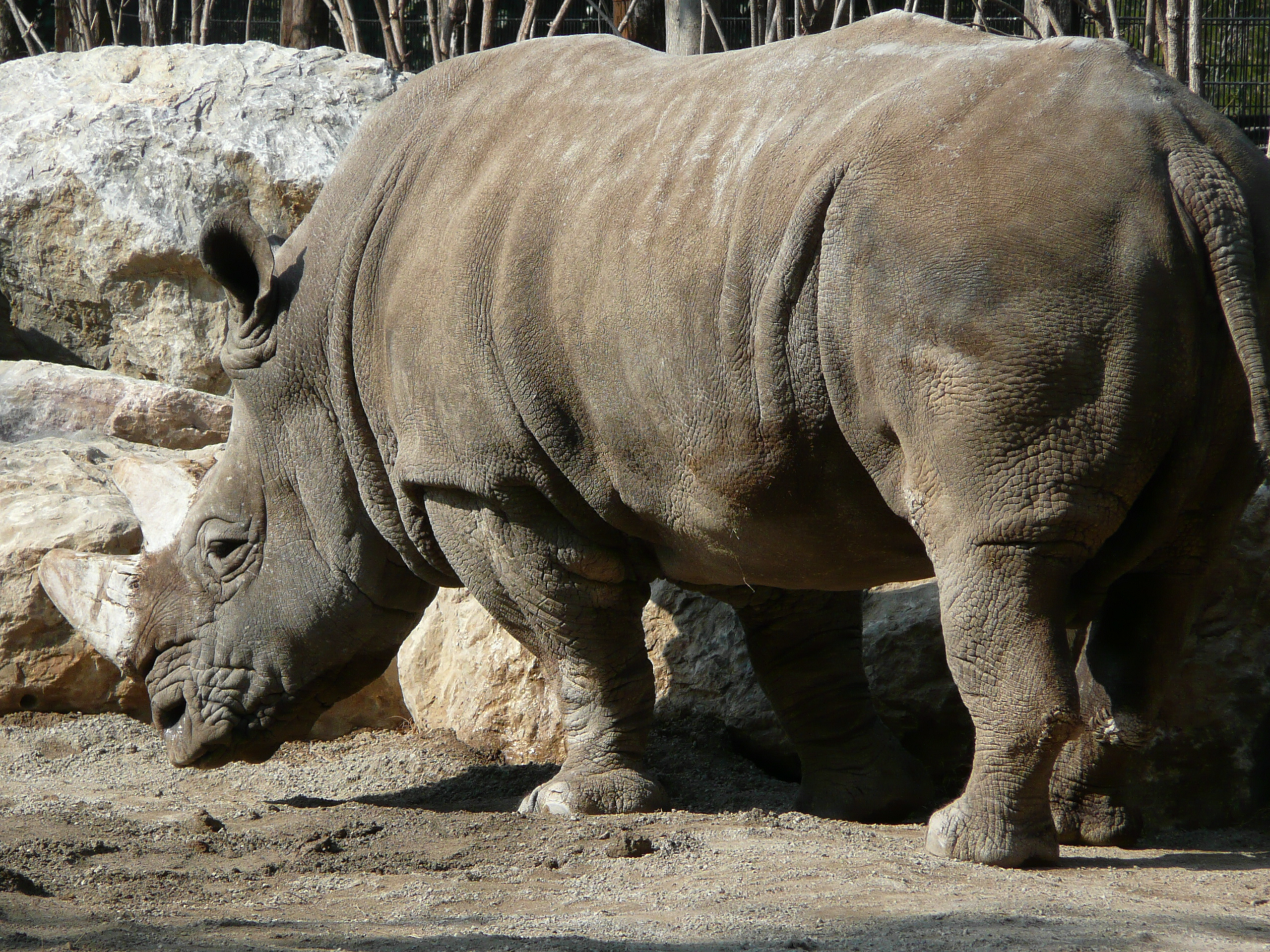
Tê giác ở Ý

      - Rhinoceros - Tê giác Ấn Độ & tê giác Java

    - Tông Dicerorhinini
      - †Coelodonta - Tê giác lông mịn
      - Dicerorhinus - Tê giác Sumatra
      - †Dihoplus
      - †Lartetotherium
      - †Stephanorhinus

    - Tông Dicerotini
      - Ceratotherium - Tê giác trắng
      - Diceros - Tê giác đen
      - †Paradiceros

  - Phân họ Elasmotheriinae
    - †Gulfoceras
    - Tông Diceratheriini
      - †Diceratherium
      - †Subhyracodon

    - Tông Elasmotheriini
      - †Bugtirhinus
      - †Caementodon
      - †Elasmotherium - Tê giác khổng lồ
      - †Hispanotherium
      - †Huaqingtherium
      - †Iranotherium
      - †Kenyatherium
      - †Meninatherium
      - †Menoceras
      - †Ougandatherium
      - †Parelasmotherium
      - †Procoelodonta
      - †Sinotherium
- † Họ Amynodontidae
  - Phân họ Amynodontinae
    - Tông Cadurcodontini
      - †Cadurcodon
      - †Lushiamynodon
      - †Sharamynodon
      - †Sianodon

    - Tông Metamynodontini
      - †Gigantamynodon
      - †Metamynodon
      - †Paramynodon
      - †Zaisanamynodon

    - Tông incertae sedis
      - †Amynodon

  - Phân họ incertae sedis
    - Amynodontopsis
    - Armania
    - Cadurcamynodon
    - Cadurcopsis
    - Cadurcotherium
    - Caenolophus
    - Euryodon
    - Hypsamynodon
    - Megalamynodon
    - Mesamynodon
    - Penetrigonias
    - Procadurcodon
    - Rostriamynodon
    - Teilhardia
    - Toxotherium

## Sừngtê giác
Đặc trưng phân biệt rõ nét nhất của tê giác là sừng lớn trên mũi. Sừng tê giác được sử dụng trong y học cổ truyền châu Á (Trung Quốc và Việt Nam), và dùng làm đồ trang sức (cụ thể là cán dao găm) ở Yemen và Oman. Sừng tê giác có thành phần cấu tạo gồm keratin tương tự tóc và móng tay con người, hoàn toàn không có giá trị y học. Tại Đông Nam Á và nhất là ở Việt Nam, người dân mài sừng tê giác pha với nước hay rượu để uống và tin rằng nó có thể dùng để chữa bệnh. Việt Nam cũng là nước tiêu thụ lậu sừng tê giác lớn nhất thế giới.
Cả năm loài tê giác đều không có tương lai an toàn: tê giác trắng có lẽ là ít nguy cấp nhất, tê giác Java hiện chỉ còn một số lượng rất nhỏ (khoảng 60 cá thể vào năm 2002) và là một trong hai hay ba loài động vật có vú lớn đang ở tình trạng nguy cấp nhất trên thế giới. Các chiến dịch bảo vệ tê giác được khởi động từ những năm thập niên 1970, nhưng quần thể tê giác vẫn tiếp tục suy giảm nghiêm trọng. Việc buôn bán các bộ phận cơ thể tê giác bị cấm theo các thỏa ước của CITES, nhưng việc săn bắn trộm vẫn là mối đe dọa nguy hiểm nhất cho tất cả các loài tê giác. Ngày 09 tháng 11năm 2008, bà Vũ Mộc Anh, Bí thư thứ nhất của đại sứ quán Nam Phi đã bị triệu hồi về nước. Báo Tuổi Trẻ trích lời đại sứ Việt Nam tại Pretoria Trần Duy Thi nói bà Vũ Mộc Anh chỉ nhận là bà đã "cầm hộ" sừng tê giác cho hai người Việt Nam.
Hồi tháng 7 năm 2007, hai công dân Việt Nam khác cũng đã bị bắt giữ tại Sân bay quốc tế OR Tambo cùng bốn chiếc sừng tê giác. Đầu năm 2008, 18 kg sừng đã bị thu giữ khi được vận chuyển từ Nam Phi về tới Hà Nội.. Còn nhiều tê giác bị chết một cách đau đớn vì bị cắt mất sừng. Tại Nam phi năm 2012 ít nhất 668 con tê giác bị chết trong trường hợp này. Theo ông Bret Tolman, tổ chức bảo vệ thú vật TRAFFIC, trong chương trình "Tấm gương thế giới" (Weltspiegel), đa số những người buôn lậu hàng này bị bắt tại Nam Phi hay Mozambique là người Việt, ngay cả ở các phi trường Bangkok, Dubai hay Hongkong cũng vậy. 100g sừng tê giác tại một cửa hàng tại Hà Nội trị giá khoảng 2500 Dollar.

## Dự án Giải cứu tê giác

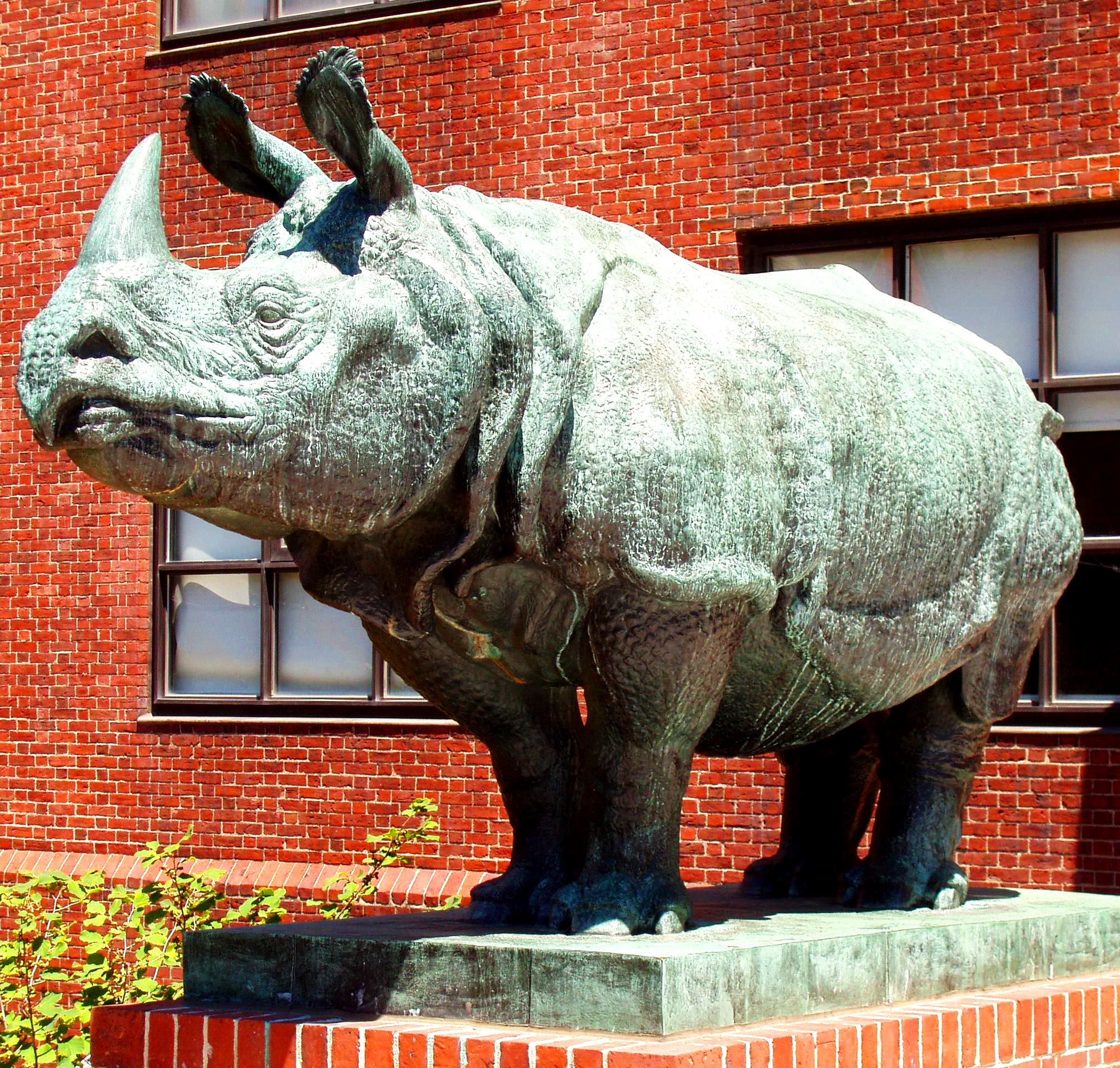
Tượng tê giác, trước tòa nhà khoa Sinh học, Đại học Harvard, Cambridge, Massachusetts.

Ngày 15/4/2015, trong một cuộc họp báo tại TPHCM, TS Lorinda Hern đại diện cho Rhino Rescue Project (Dự án Giải cứu tê giác) cho biết, họ đã quyết định bơm chất ectoparasiticides vào sừng tê giác để bảo vệ tê giác tại Nam Phi và những nơi có nạn săn bắt trộm. Với tê giác chất này là vô hại, nhưng nó có thể gây nguy hiểm đến sức khỏe người sử dụng.. Riêng trong năm 2014 đã có tới 1.200 con tê giác chết do nạn săn bắt ở Nam Phi đưa tới nguy cơ diệt chủng.

## Nhà chữa cháy
Có nhiều truyền thuyết về việc tê giác dập tắt lửa. Những câu chuyện như thế dường như rất phổ biến ở Malaysia và Myanmar. Loại tê giác này thậm chí có tên riêng trong tiếng Mã Lai, badak api, trong đó badak có nghĩa là tê giác và api nghĩa là lửa. Động vật này sẽ chạy đến khi có lửa trong rừng và dập tắt nó. Điều này đúng hay sai vẫn chưa được kiểm chứng, do chưa có tài liệu nào chứng kiến hay ghi nhận hiện tượng này trong thời gian gần đây. Điều này thiếu chứng cứ có thể là do thực tế là ngày nay tê giác rất hiếm khi được nhìn thấy ở Đông Nam Á, chủ yếu là do sự săn bắn bất hợp pháp rất phổ biến đối với loài động vật đang ở tình trạng cực kỳ nguy cấp này.

## Hình ảnh

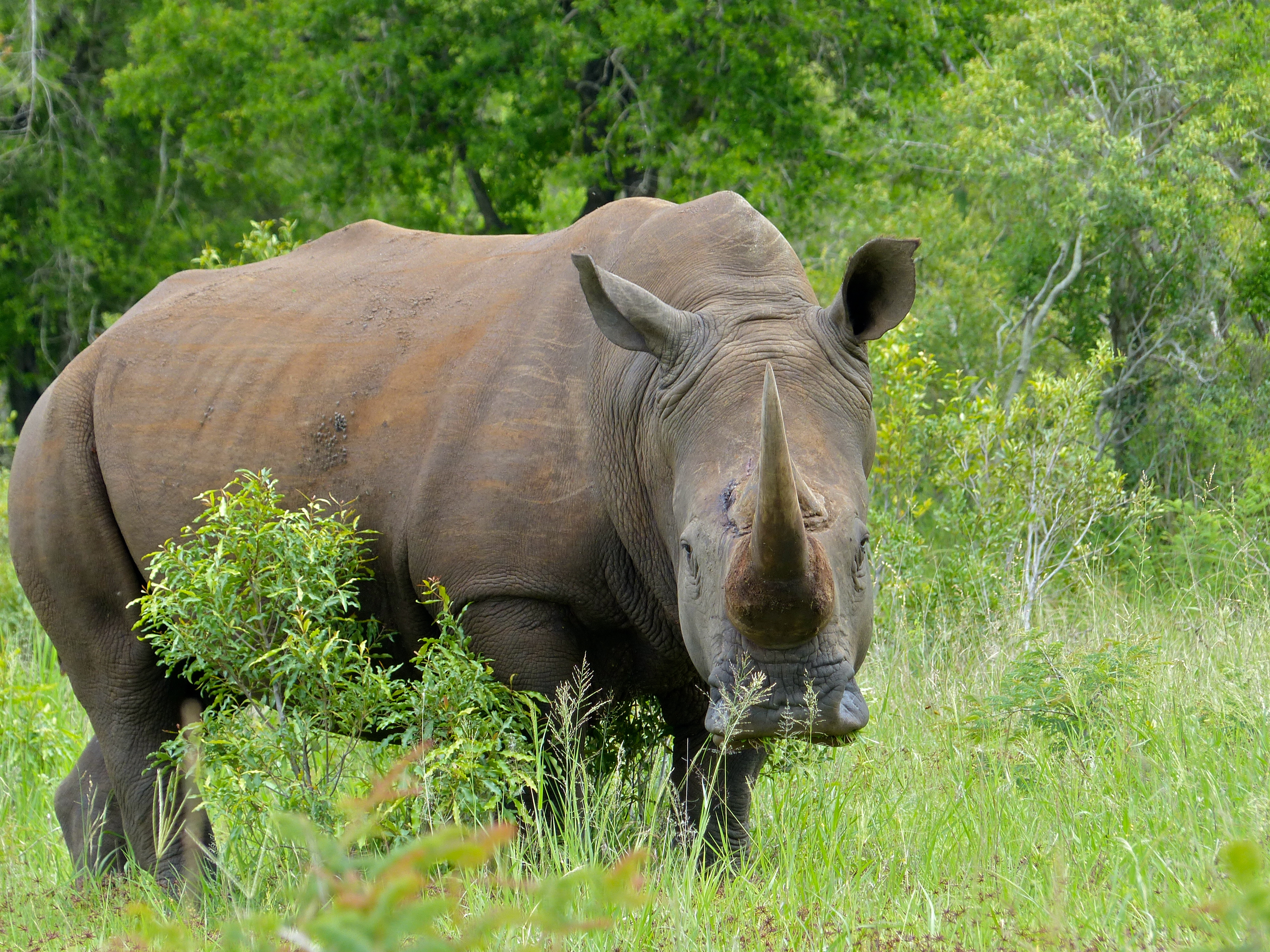
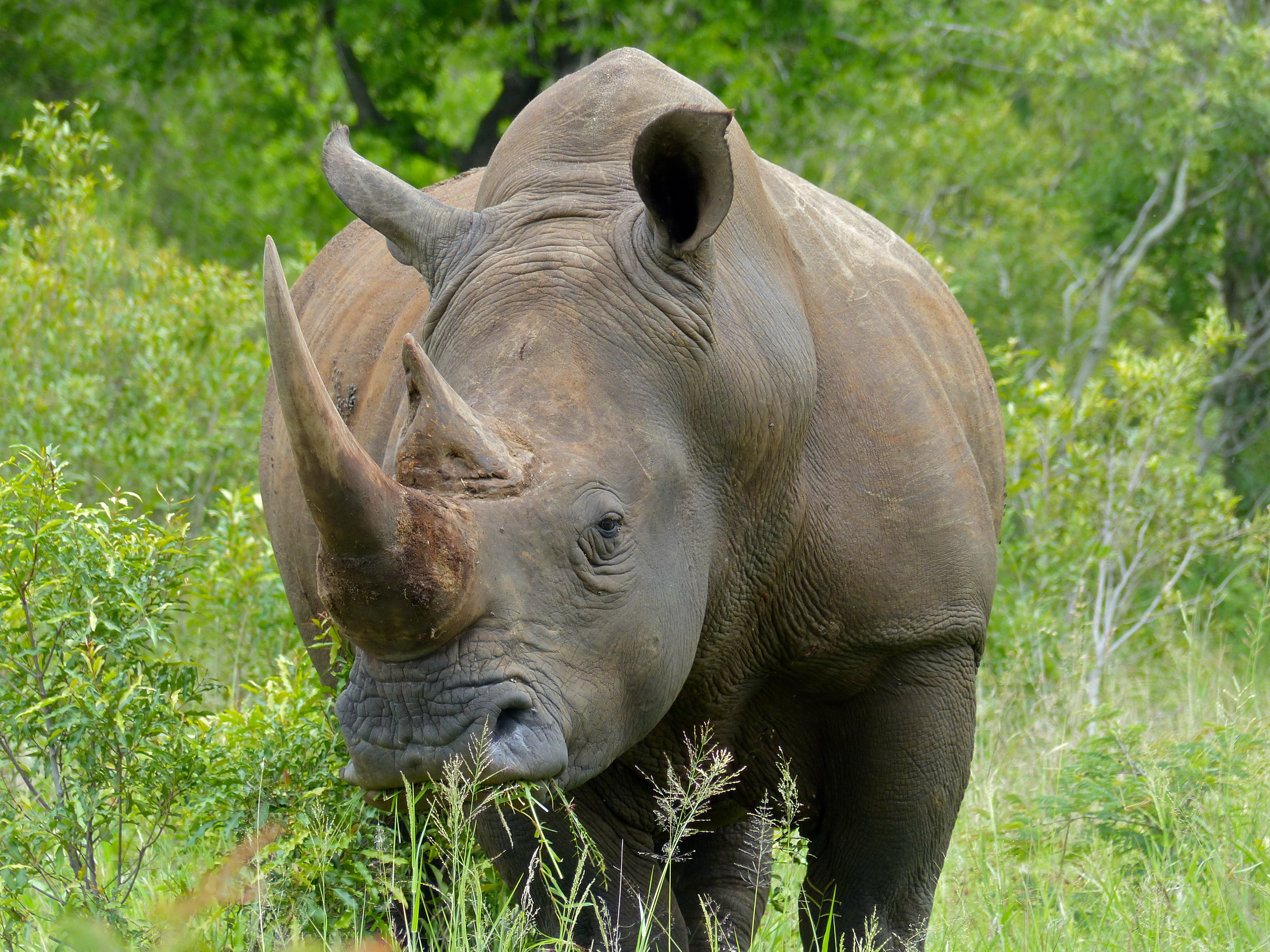
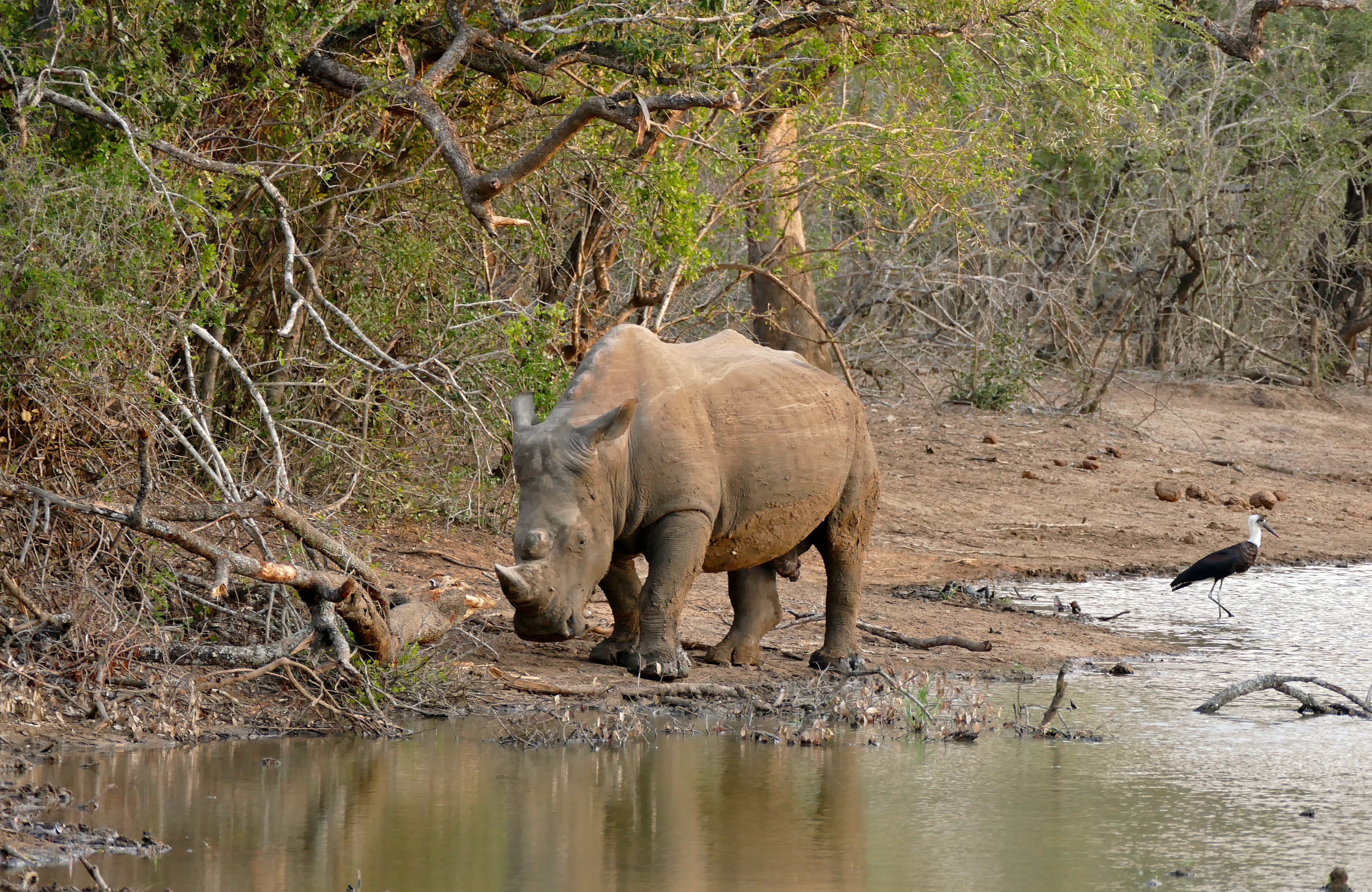
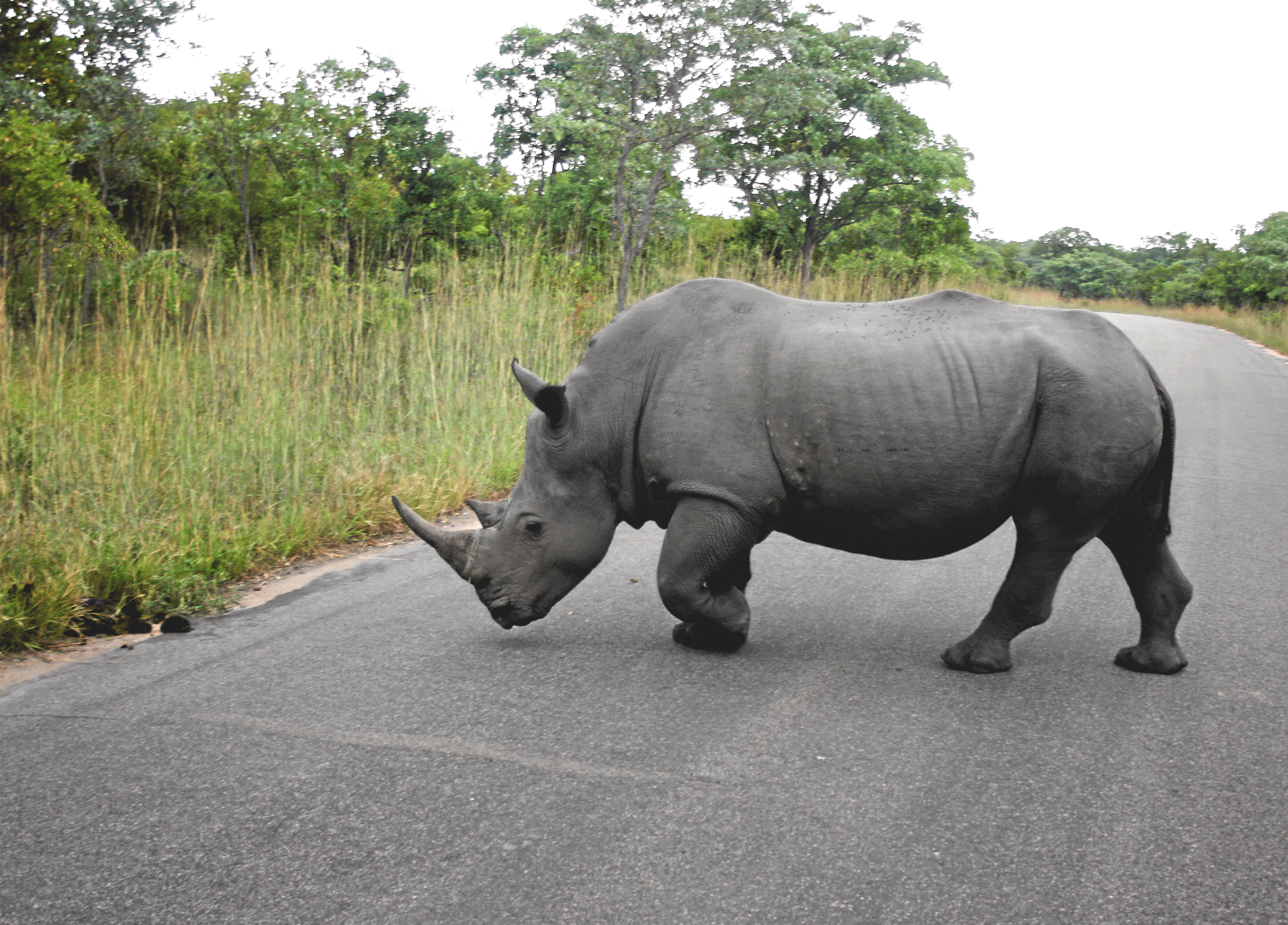
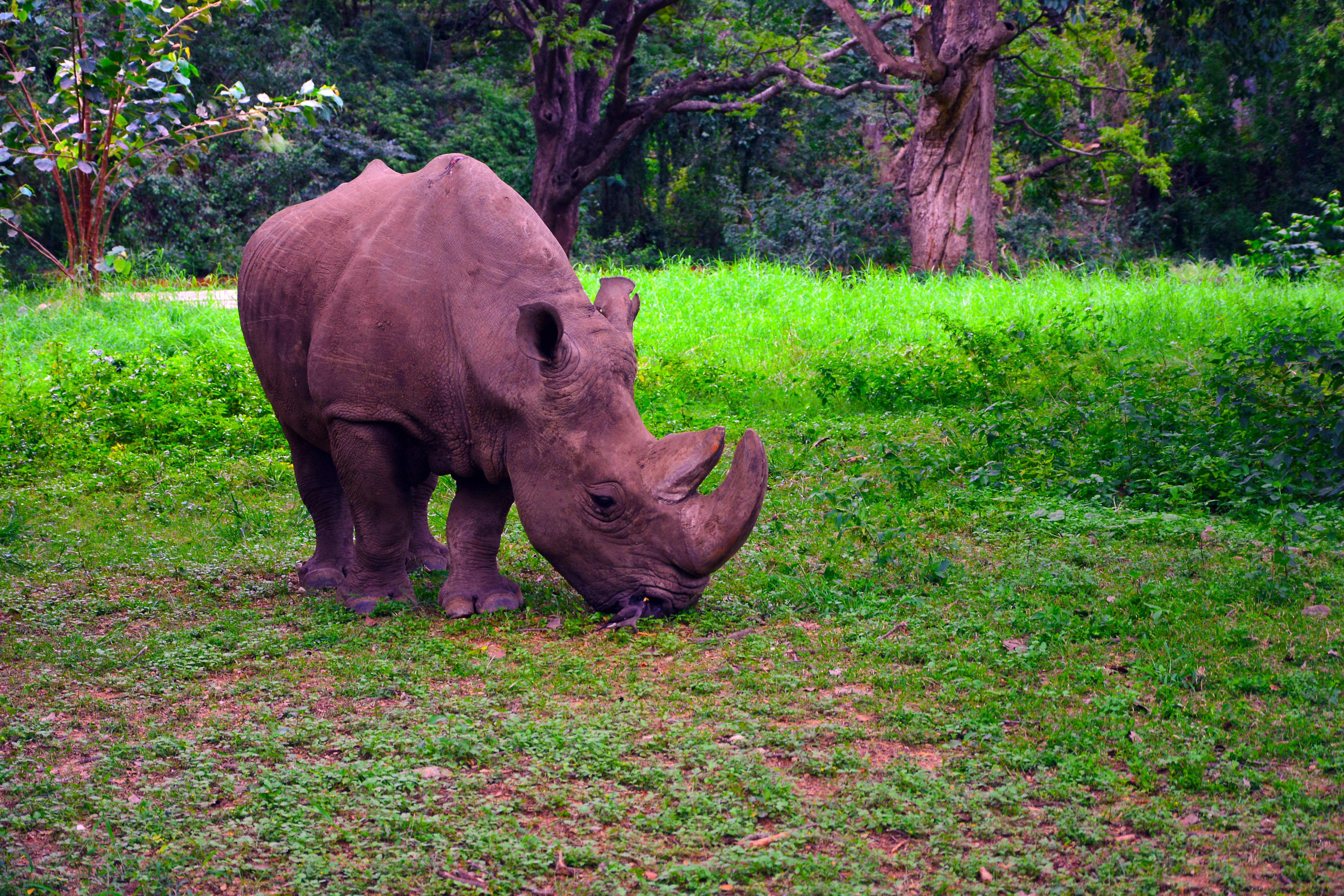
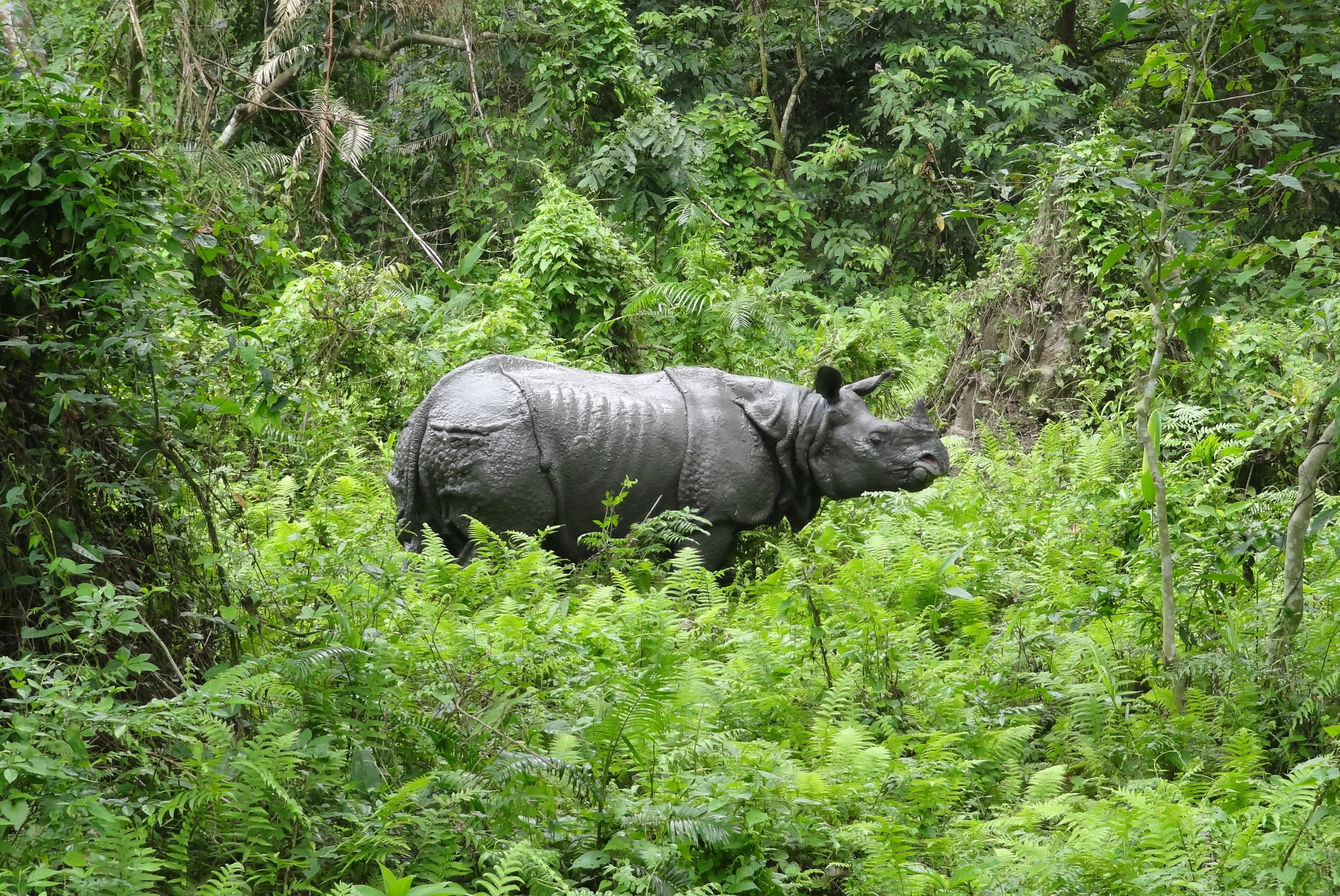
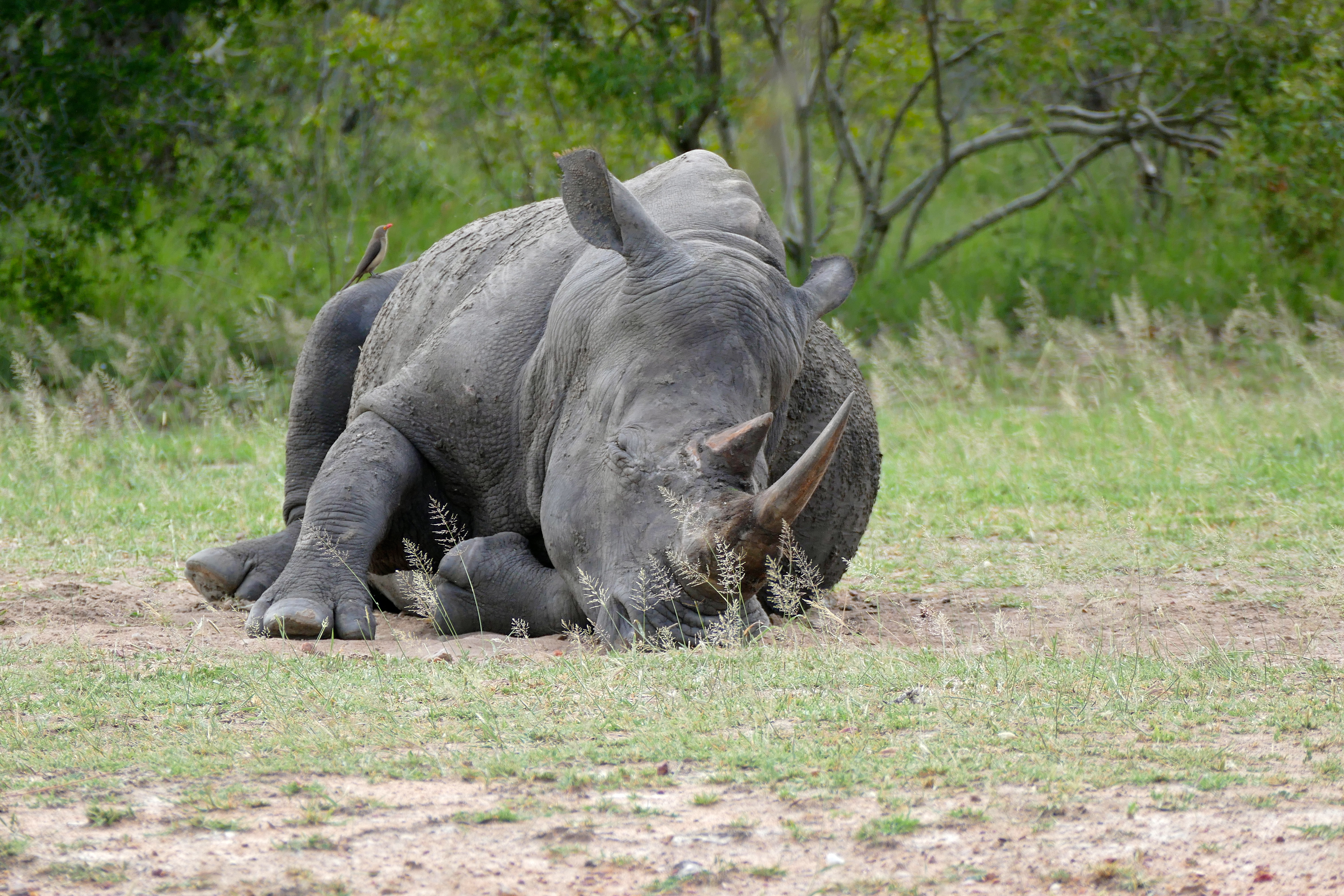
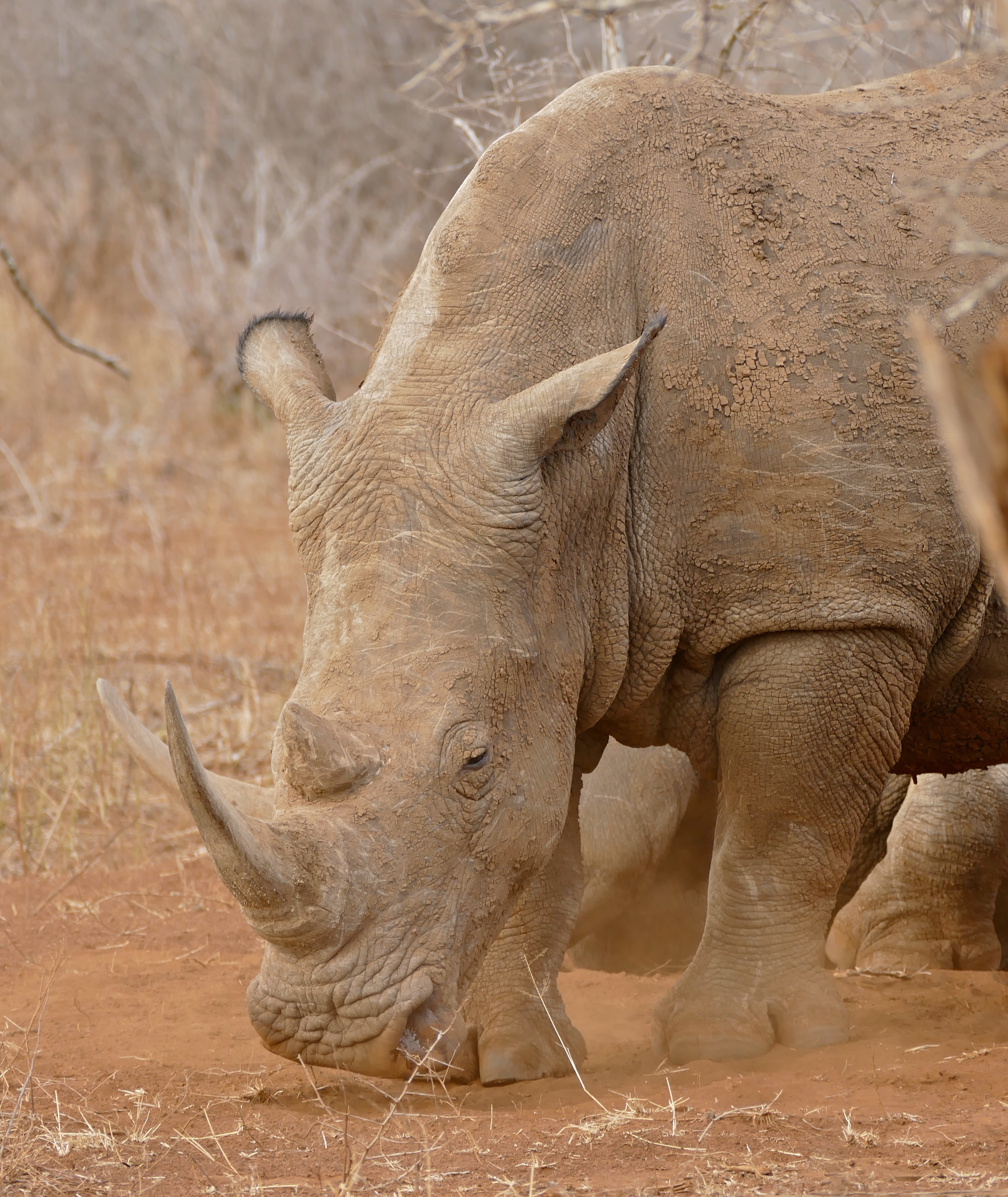
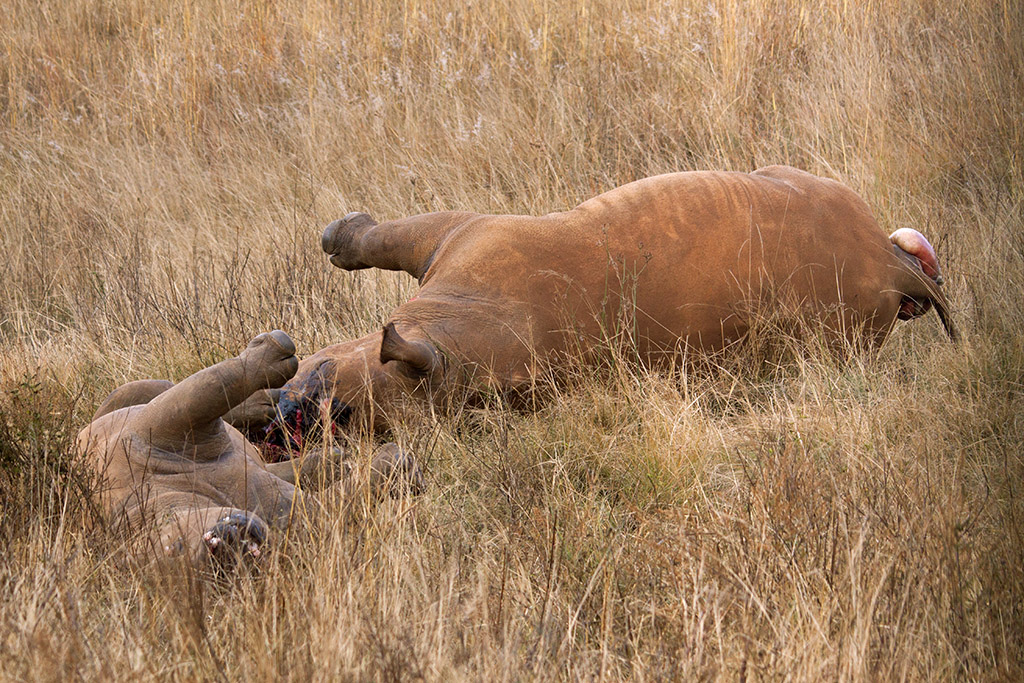
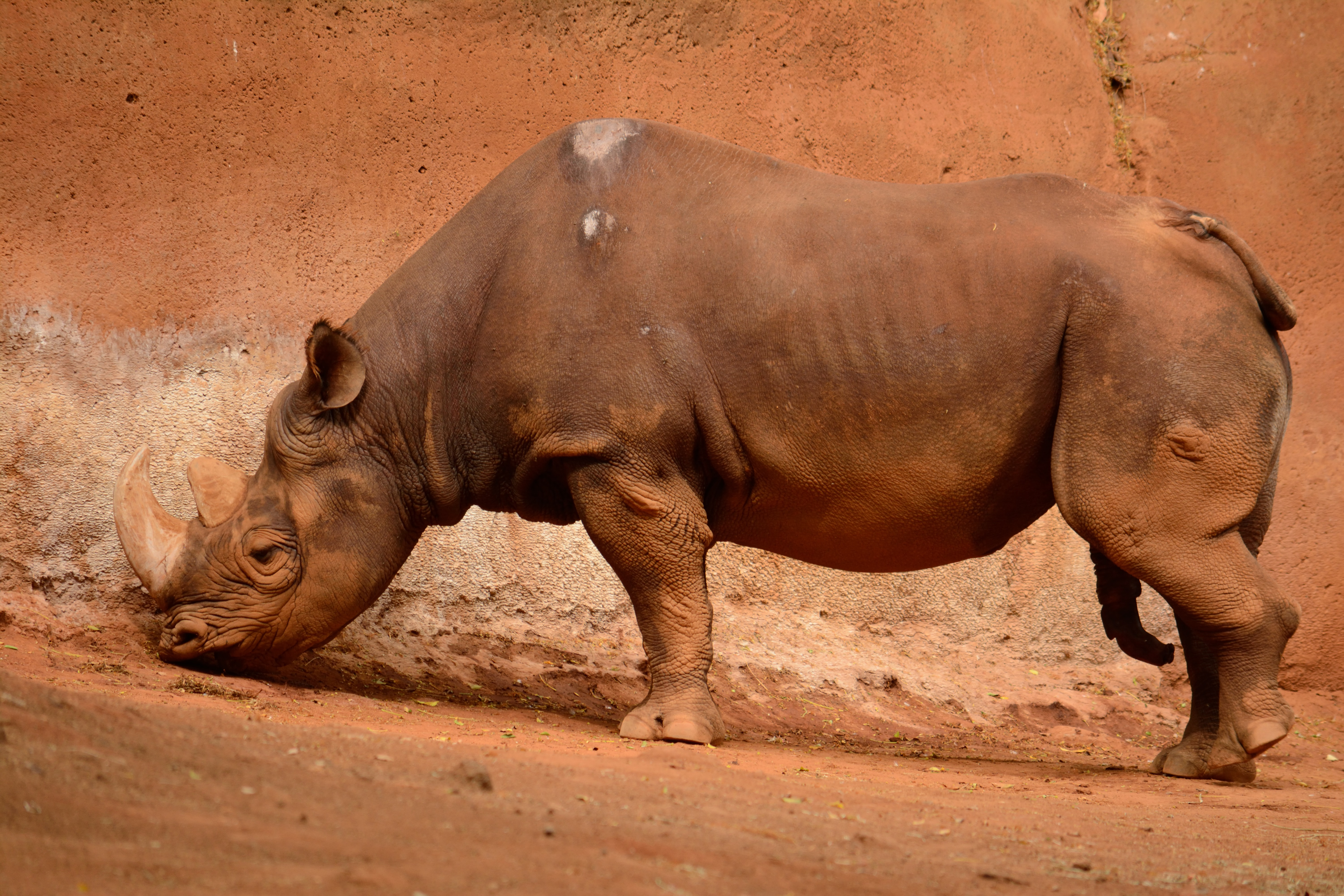
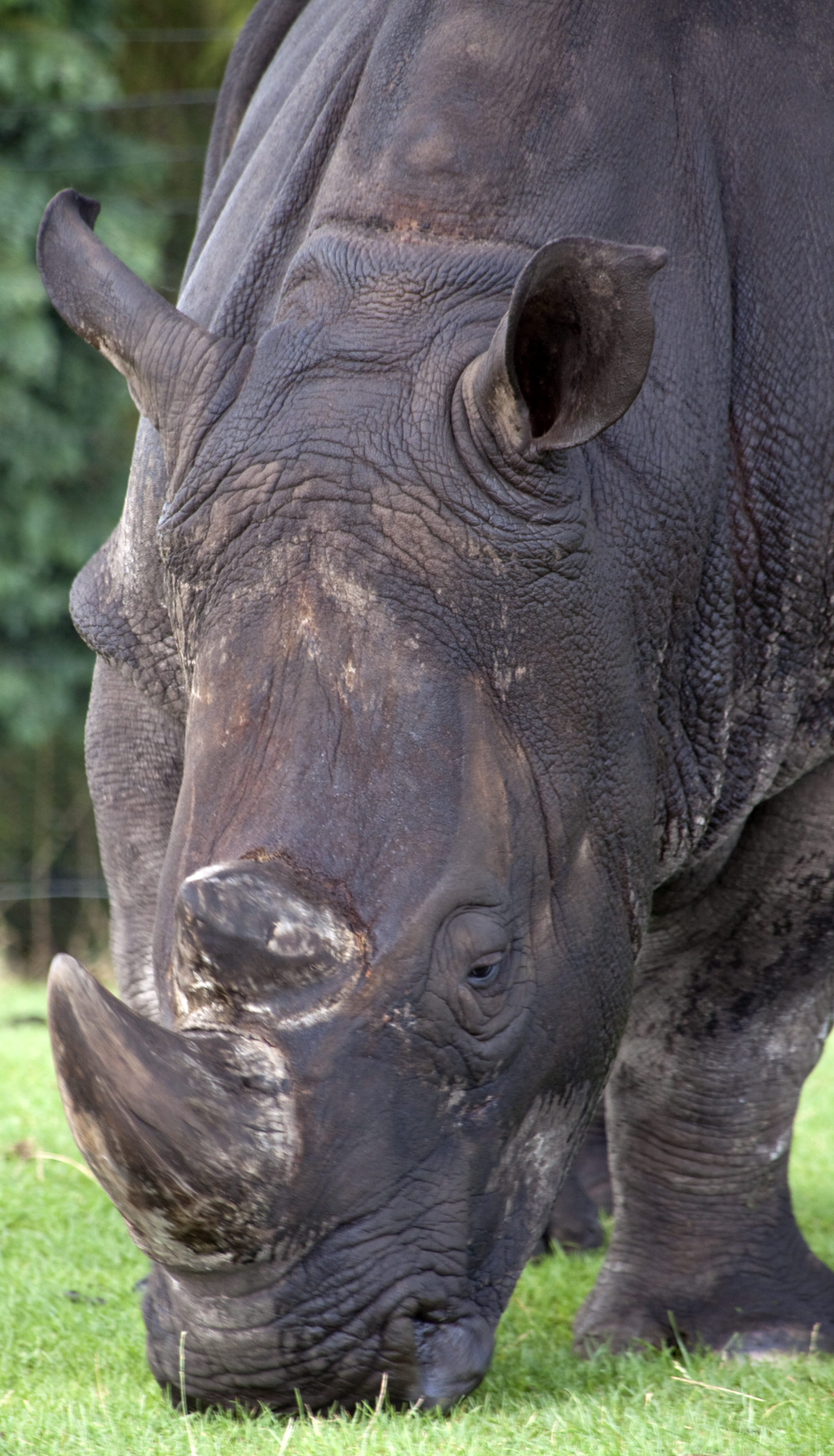
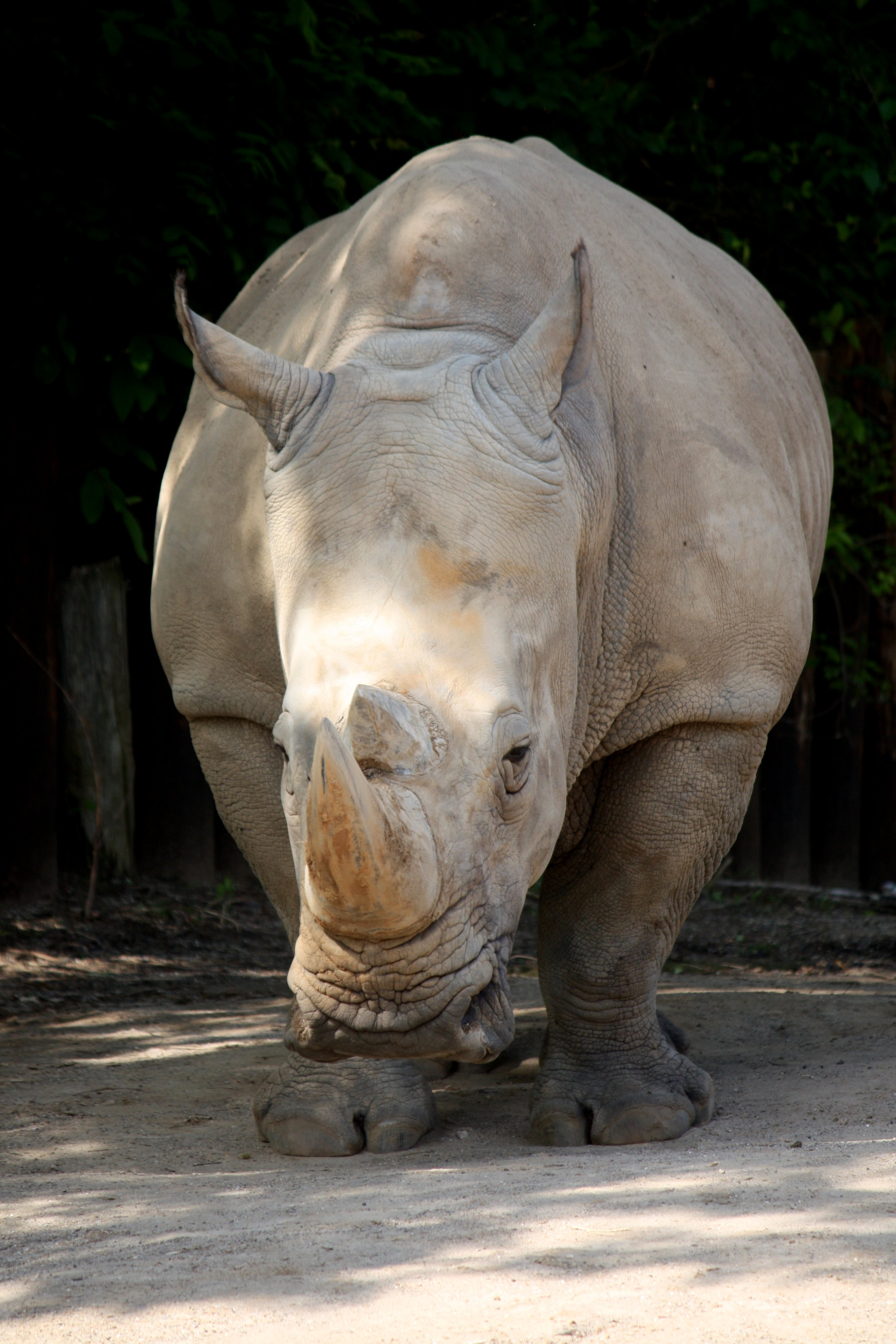
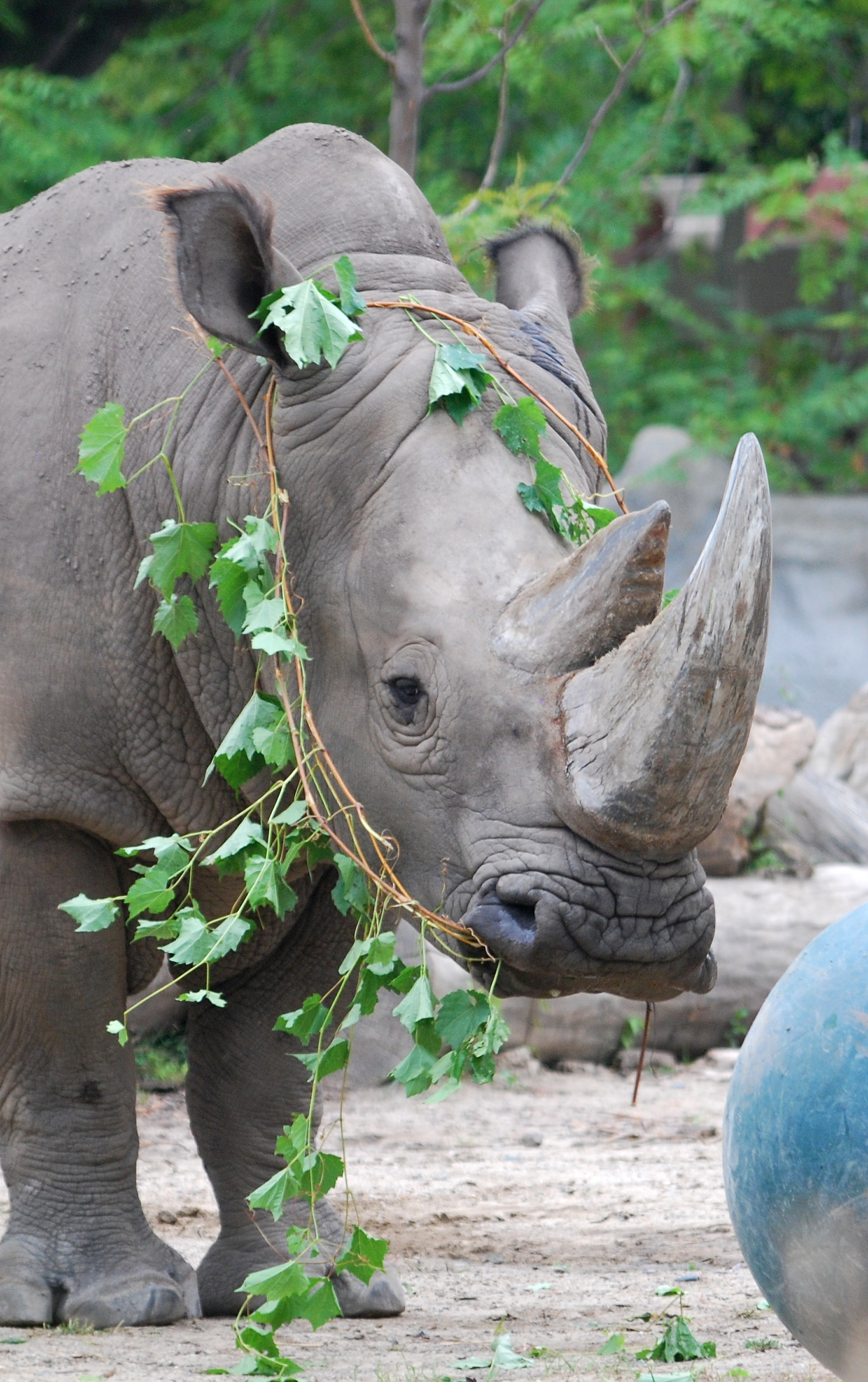
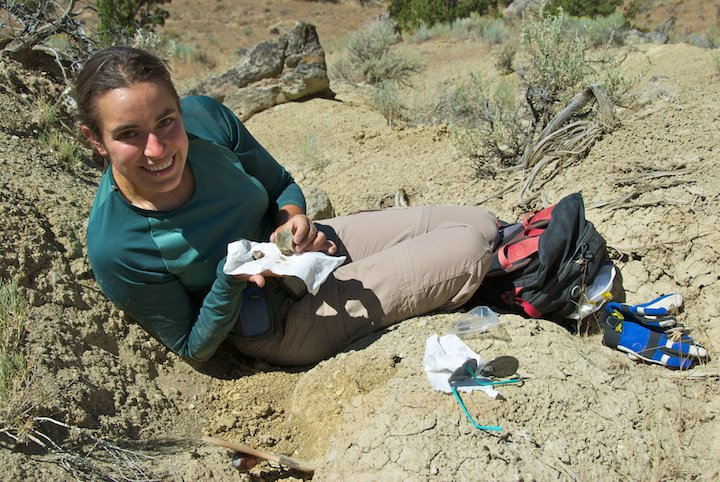
Khai quật răng của tê giác